# Jemal Karchkhadze
Jemal Karchkhadze (in georgiano ჯემალ ქარჩხაძე?; Ukhuti, 13 maggio 1936 – Tbilisi, 8 novembre 1998) è stato uno scrittore georgiano.
È considerato uno delle figure più prolifiche e originali della letteratura georgiana del XX secolo. Karchkhadze ha ricevuto il Premio della Repubblica Georgiana nel 1999 per il suo romanzo incompiuto La Dimensione, il Premio GALA e il Premio Librarian's Choice nel 2007. Le sue opere "Igi" e "Marianna" sono inserite nel curricolo nazionale di letteratura delle scuole superiori. I suoi libri sono tradotti e pubblicati in tedesco, russo, svedese, arabo e ceco.